# Префект вігілів
Префект вігілів (лат. Praefectus vigilum) — римська посадова особа, командувач корпусом Вігілів, відав пожежною охороною Риму і відповідав за порядок в нічний час. Посада з'явилася на початку I століття.

## Вігіли
Спочатку гасінням пожеж в Римі займалися приватні слабкоорганізовані групи з рабів (лат. Triumviri Nocturni). Оскільки така система була вкрай неефективна, імператор Август, з метою зберегти місто (і під враженням від пожежі в Олександрії), створив нові суспільні сили — корпус Вігілів (лат. Vigiles, букв. — несплячі, іноді Vigiles Urbani або Cohortes Vigilum), які були покликані гасити і запобігати пожежі в стародавньому Римі.
Було створено 7 когорт (з розрахунку 14 районів Рима), по 500 чоловік (пізніше по 1 000) у кожній. В основному вігіли набиралися з відпущеників, що визначало становище вігілів в римському війську. І хоча Вігілія були загонами з військовою дисципліною і військовими підрозділами (когорти і центурії, солдатами вони не вважалися. Кожна когорта складалася з 7 центурій, за фахом (категорії) пожежної справи:
- Siphonarii — ремонтники, що обслуговували та стежили за станом помп;
- Aquarii — водоноси, які організовували подачу води до місця пожежі;
- Emitularii — рятувальники, що розстеляли біля палаючої будівлі товсті матраци, куди стрибали люди з палаючих поверхів;
- Centonarii — завідували величезними сукняними і повстяними полотнищами, які змочували в оцті і накидали на вогонь;
- Uncinarii — діяли довгими жердинами, забезпеченими на кінці гаками;
- Falciarii — діяли довгими жердинами, забезпеченими на кінці серпоподібним знаряддям;
- Ballistarii — каменекидачі, в чиєму розпорядженні були балісти. Останні три категорії давньоримських пожежників — спеціальності, що повинні були розтягувати або знищувати будівлі, на які міг перебратися вогонь. До того ж, при кожній когорті перебували лікарі (не менше чотирьох)[5].

Крім пожежної охорони, Вігілії виконували поліцейські функції, патрулюючи місто вночі.
Кожна когорта мала казарму (основне місце дислокації) та по два вартових пости (лат. excubitoriae) біля кордону району із суміжним (крім свого району, кожна когорта мала в разі потреби прийти на допомогу когорти сусіднього району).

## Префект Вігілів
На чолі всього корпусу Вігілів стояв префект, який призначається на невизначений термін самим імператором з числа  вершників. Вище цієї посади були лише  префекти Єгипту, аннони та Преторія. Штаб-квартира префекта Вігілів перебувала при казармі I-ї когорти, розташованої в південній частині Марсового поля
. Відповідно до закону, префект Вігілів повинен був пильнувати всю ніч
.
Префект Вігілів особисто розслідував причини кожної пожежі. У випадку, якщо спалах викликано недбалістю, префект накладав грошовий штраф чи міг піддати тілесному покаранню (у випадку, якщо винний у помилці був людиною не вільною і не римським громадянином). У разі навмисного підпалу, винний засуджувався до смерті. Суду префекта так само підлягали грабіжники і злодії. Крім судових справ, префект Вігілів мав право оглядати будівлі (кухні), перевіряти стан печей і опалювальних приладів, встановлювати, яка кількість води повинна бути запасена на випадок пожежі в квартирі й в усьому домі.